# Armand-Émile Mathey-Doret
Pour les articles homonymes, voir Mathey et Doret.
Armand-Émile Mathey-Doret est un graveur né le 18 novembre 1853 à Besançon (Doubs) et mort à Buffard (Doubs) le 29 septembre 1931.

## Biographie
Armand-Émile Mathey-Doret est né de parents horlogers français d'origine suisse du canton de Neuchâtel. Il montre de grandes facilités pour le dessin et suit les cours de l'École des beaux-arts de Besançon. Il obtient de nombreuses récompenses, dont une médaille d'or pour un sujet galant gravé sur un boîtier de montre. Il occupe la place de professeur de dessin au collège de Luxeuil pendant 18 mois, et quitte par la même occasion son métier de graveur-décorateur. Il est ensuite admis à l'École des beaux-arts de Paris dans l'atelier d'Henri Lehmann, où il reste pendant trois ans en tant qu'élève peintre. Il fait alors la connaissance du graveur Charles Albert Waltner, avec qui il part en Angleterre.
En 1882, Mathey débute au Salon avec Le Christ devant Pilate, gravé d'après Mihály Munkácsy. Par la suite, il envoie Le Dernier jour d'un condamné, d'après le même artiste, ce qui lui vaut une mention honorable. En 1888, on lui commande en Angleterre l’eau-forte Chien au canard, d’après Constant Troyon.
Il travaille ensuite beaucoup pour le collectionneur et éditeur Charles Sedelmeyer (1837-1925). Celui-ci, très actif à Paris à partir de 1870, lui commande notamment un portrait de Giovanna Tornabuoni, d’après Domenico Ghirlandaio, ainsi que Le Mariage mystique de sainte Catherine, une eau-forte de 1893 d’après Antoine van Dyck.
Ses œuvres ont en général toutes obtenu un franc succès, aussi bien auprès du public que des critiques et des juges des salons et expositions. En 1878, il obtient une médaille de bronze, en 1889, une médaille d’argent et en 1900, une médaille d’or. Il participe également à de nombreuses expositions universelles à l’étranger, où il est récompensé à de nombreuses reprises.
Il est même considéré par les Anglais comme un des plus grands artistes français de son temps, grandement aidé en cela par le fait d'avoir très souvent reproduit des œuvres d’artistes anglo-saxons comme Thomas Gainsborough ou Talbot Hughes (en). La plupart des œuvres qu'il a exposées aux salons ou aux expositions universelles ont été rachetées par des collectionneurs anglais, comme M. Dowdeswell, à Londres. En effet, Armand Mathey accordait un grand soin au moindre détail. Comme l’on peut le constater dans les œuvres conservées au musée des Beaux-Arts et d'Archéologie de Besançon, le dessin, les modelés, les effets de lumière sont amenés à une perfection qui explique son succès auprès des collectionneurs anglais. Il savait à merveille reproduire le style de chaque artiste. En 1886, il participe à l'Exposition internationale de blanc et noir à Paris, où il obtient une médaille d'argent de 2e classe.
Armand Mathey voyage régulièrement dans le monde pour graver les œuvres qu’il souhaite reproduire
Il est membre de la délégation de la Société nationale des beaux-arts de 1901 à 1905.
Armand-Émile Mathey-Doret est nommé chevalier de la Légion d'honneur en 1901 après avoir reçu de nombreuses distinctions lors d'expositions ainsi qu'un diplôme établi en août 1883 par Louis II de Bavière pour une médaille de reconnaissance de 3e classe au Salon des arts de Munich. Il obtient également des médailles à Anvers et Melbourne.
Marié à Jeanne Robbe, ils ont quatre enfants (Charlotte, Andrée-Louise, Marcelle et Jean). Mathey-Doret est très attaché à la commune de Buffard, dont il est maire dans les années 1920[réf. souhaitée]. Il s'illustre aussi dans la confection de goussets et réalise quelques peintures[réf. nécessaire]. Il meurt à Buffard en 1931, et y est inhumé.
Une rue du quartier de Bregille à Besançon porte son nom (délibération Conseil Municipal 23 06 1934 , sources: archives municipales de Besançon), ainsi qu'une rue de Buffard.

## Exposition
- Pontarlier, exposition d'octobre à novembre 2012.

Œuvres d'Armand-Émile Mathey-Doret
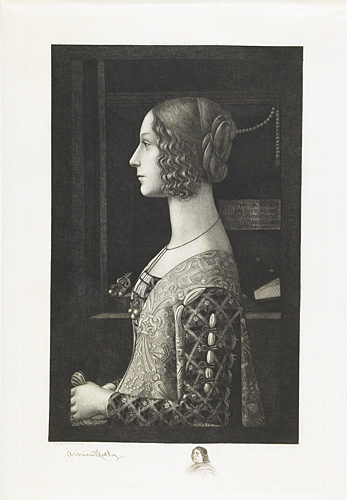
Portrait de Giovanna Tornabuoini, d'après Ghirlandaio, musée des Beaux-Arts et d'Archéologie de Besançon.
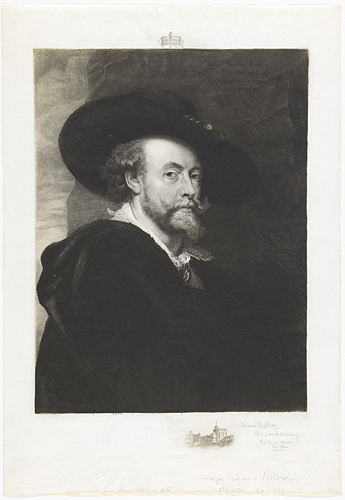
Autoportrait de Rubens d'après Rubens, musée des Beaux-Arts et d'Archéologie de Besançon.
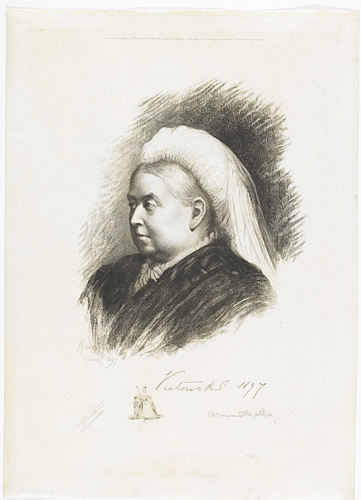
Victoria du Royaume-Uni d'après A. Forestier, musée des Beaux-Arts et d'Archéologie de Besançon.